# Viit
Viit（ビート）は、千葉県船橋市前原西に所在するショッピングセンター。2023年（令和5年）2月28日をもって営業終了した津田沼パルコのうちB館建物を使い、同年3月16日に新たな商業施設としてオープンした。「津田沼ビート」とも呼ばれ、入居テナントの中には「津田沼ビート店」を称する店舗もある。
建物は株式会社津田沼七番館が所有し、商業施設の管理は東急不動産SCマネジメントが行う。建物は地下1階から地上6階および屋上となっている。

## 店名の由来
店名「Viit」は、津田沼パルコB館のある地区が、1970年代から1989年まで施行していた津田沼駅北口土地区画整理事業時に「第七街区」と呼ばれていたことから、ローマ数字の7を「VII」とし、それに「+」に見立てた「t」を加えて「Viit」とした。

## 歴史

### 全館開業まで
津田沼パルコの営業終了後、3月16日からB館で営業する10店舗が営業を再開し、一部店舗がオープンした。
同年7月1日には、旧A館からの移転テナントなど数店がオープンした（第1弾オープン）。Viit開業時には同年9月に全面オープンを予定し、それまでに約30店舗が加わって約40店舗が入る商業施設となる見通しと発表された。
その後、同年9月1日には6店舗がオープン、無印良品、ABC-MART、ダイソー・THREEPPY、市内初出店となる駿河屋が開店した。さらに同年10月25日には食品スーパー「ベイシアFoods Park」がオープンし、ベイシアとしては4年ぶり21店舗目の県内出店、また同社初の商業施設内出店となった。同年12月15日には全35店舗が出揃い全館開業となった。

## 主なテナント
- 地下1階
  - ベイシア Foods Park 津田沼ビート店（2023年10月25日開業）[7][9][10]
- 1階
  - スターバックス（2023年3月16日開業）[3][4]
  - QBハウス（2023年3月16日開業）[3][4]
  - ポーラ ザ ビューティー（2023年7月1日開業）[7]
  - 無印良品（2023年9月1日開業）[7][8]
- 2階
  - Zoff（2023年3月27日開業）[1][4]
  - スーツセレクト（2023年7月1日開業）[7][8]
  - ABC-MART（2023年9月1日開業）[7][8]
- 3階
  - 津田沼カルチャーセンター（2023年3月17日開業）[1][4]
  - ほけんの窓口（2023年7月1日開業）[7]
  - 駿河屋（2023年9月1日開業）[7][8]
- 4階
  - コンタクトのアイシティ（2023年3月27日開業）[4]
  - ダイソー・THREEPY（2023年9月1日開業）[7][8]
- 5階
  - 西松屋（2023年7月1日開業）[7]
  - 東京個別指導学院
  - パシオス（2023年9月27日開業）[7][8]
- 6階
  - イーオン（2023年3月17日開業）[4]
  - 津田沼献血ルーム（2023年3月27日オープン）[1][4]